# دالي الكسندر (عداء سريع)
دالي الكسندر (بالإنجليزية: Dale Alexander)‏ هو عداء سريع أمريكي، ولد في 28 أبريل 1949.

## وصلات خارجية
- دالي الكسندر على موقع الاتحاد الدولي لألعاب القوى (الإنجليزية)